# Беляев, Григорий Павлович
Григорий Павлович Беляев (1857—1907) — русский военно-морской офицер, в звании кавторанга командир канонерской лодки «Кореец» в известном бою у Чемульпо 9 февраля 1904 года, герой Русско-японской войны.

## Биография
Григорий Павлович Беляев родился 19 ноября 1857 года в Кронштадте в морской семье. Окончил Морское училище, получил распределение на Балтийский флот. В 1883 — 1885 годах служил вахтенным начальником на клипере «Разбойник», перешел на Тихий океан, нёс крейсерскую службу в Беринговом, Охотском и Японском морях. В мае 1886 года на клипере «Опричник» вернулся в Кронштадт. Затем в течение почти двадцати лет служил на Балтике.
В 1902 — 1903 годах Г. П. Беляев, командуя эскадренным миноносцем «Властный», совершил переход на Тихий океан. В 1903 году был назначен командиром мореходной канонерской лодки «Кореец» в составе 1-й Тихоокеанской эскадры.
27 января (9 февраля) 1904 года канонерская лодка «Кореец» под командованием капитана 2-го ранга Беляева вместе с крейсером 1-го ранга Варяг участвовала в бою при Чемульпо с превосходящими силами японской эскадры. После боя «Кореец» был взорван в гавани Чемульпо, чтобы не допустить его попадания в руки противника. Беляев и его команда были размещены на нейтральных кораблях в гавани и вскоре получили разрешение вернуться на родину при условии не принимать участия в военных действиях до конца войны.
В России Г. П. Беляев был назначен командиром  парусно-винтового клипера (крейсер 2-го ранга) «Крейсер» и награждён орденом Святого Владимира IV степени с бантом — за 25-летнюю безупречную службу. В декабре 1905 года произведён в капитаны 1-го ранга, в 1906 году назначен командиром эскадренного броненосца «Екатерина II» на Черноморском флоте.
Григорий Павлович Беляев умер 22 ноября 1907 года в Петербурге, похоронен на Смоленском кладбище.